# 県民性
県民性（けんみんせい）とは、日本の各都道府県に所属する人々の地域ごとの特色である。「都道府県民性」の略称であり、特定の県に限らず全ての都道府県について言及される。県民性には、考え方や気質だけでなく、風土や食文化の傾向、住宅や自動車などの購買金額の差、預貯金の金額の差などの要素が含まれる。要素ごとに、それがはっきりと現れる県と、漠然としてあまり明確には現れない県がある。地域ごとの気質や文化の違いは古くから人々の関心を集め、調査の対象とされてきた（調査の節を参照）。

## 県民性を作り出す原因
各県ごとに歴史背景は大きく異なるが、県民性を作り出しているものとしては歴史や風土が挙げられる。あるいはもっと具体的に、地形や気候、人口、産業といったものを原因として挙げる人もいる。地域ごとに流布状況の異なる宗派（宗教）の影響も挙げられる。

### 表現の変遷
そもそも「県民性」というのは比較的新しい言葉である。もともとは「お国柄」と呼ばれていた。

## 調査
戦国時代に成立したとされる『人国記』は、当時の各地の風俗・気質の違いを律令制に基づく国ごとに記している。武田信玄はその内容を参考にして戦いを有利に進めていたともいわれている。江戸時代初期には、この『人国記』の改訂版『新人国記』も書かれた。
近年では、日本放送協会による調査などが行われている。また、県別の統計データを集めたデータブック集なども複数出版されており、ビジネスマンたちはそれを活用して、ある商品が売れやすい県、売れにくい県などを考慮しつつ、県ごとの出店計画立案などに役立てている。

## 県民性とされる具体的な例
（ステレオタイプ的なものや既に過去のものとなったもの、県内の一部にしか該当しないものが含まれる）
- 北海道 - 3日住めば道産子[7]。おおらか[2]。
- 青森県 - 津軽のじょっぱり（強情張り）[8][9]。おっとり[2]。
- 秋田県 - 秋田美人[10]。えふりこき（見栄っ張り）。恥ずかしがり屋[2]。
- 岩手県 - 穏やか[2]。
- 山形県 - 泥棒も山形では落ち着いて暮らせる（人情が深く、人を疑わないお人好しの意）。真面目[2]。
- 宮城県 - 伊達者[9]。優しい[2]。
- 福島県 - 会津っぽ（会津地方）。我慢強い[2]。
- 栃木県 - 穏やか[2]。
- 茨城県 - 水戸っぽ。水戸の三ぽい（怒りっぽい・理屈っぽい・骨っぽい）。茨城の三ぽい（怒りっぽい・忘れっぽい・飽きっぽい）[9]。せっかち[2]。
- 群馬県 - カカア天下[2]。「上毛かるた」を暗誦できる。
- 埼玉県 - 穏やか[2]。
- 千葉県 - マイペース[2]。
- 東京都 - 江戸っ子。江戸の飲み倒れ（酔い倒れ）。江戸の買い倒れ。宵越しの銭は持たない。多様性[2]。
- 神奈川県 - ハマッ子（横浜）、スカッ子（横須賀）、湘南ボーイ（逗子、鎌倉、藤沢、茅ヶ崎）。おしゃれ[2]。
- 新潟県 - 男と杉は育たない（新潟市）。我慢強い[2]。
- 富山県 - 越中強盗。売薬。真面目[2]。
- 石川県 - 加賀乞食。能登はやさしや土までも[11]。穏やか[2]。
- 福井県 - 越前詐欺。穏やか[2]。
- 長野県 - コタツ文化(理屈っぽく議論好き)[9]。教育県。県歌「信濃の国」を歌える。真面目[2]。
- 山梨県 - 甲州商人。めちゃかもん(忍耐強く金に細かい)[9]。世話好き[2]。排他的[12]。
- 静岡県 - 伊豆乞食・駿河詐欺・遠州強盗（金銭に窮した時の行動例。飲食に窮した場合には、伊豆餓死・駿河乞食・遠州強盗となる）。 浜松市など西部（遠江）は「やらまいか」（チャレンジ精神が旺盛）。穏やか[2]。
- 愛知県 - 名古屋の貯め倒れ。偉大なる田舎。せっかち[2]。
- 岐阜県 - 美濃地方南西部の輪中根性。のんびり[2]。
- 三重県 - 伊勢商人、伊勢乞食。のんびり[2]。
- 滋賀県 - 近江泥棒。琵琶湖の鮎は外に出て大きくなる。穏やか[2]。
- 京都府 - いけず（意地悪）[9]。はんなり[2]。京のぶぶ漬け。京の着倒れ。面錦に裏木綿。
- 奈良県 - 奈良の寝倒れ[9]。奈良の建て倒れ。大仏商法(進んで集客をしない消極的商法をいう語)[9]。のんびり[2]。
- 大阪府 - 大阪の食い倒れ。堺の建て倒れ。現実主義。せっかち[2]。
- 兵庫県 - 神戸の履き倒れ。淡路島の瀬戸内海側から日本海側まで、各地域で異なる風俗習慣を持ち、兵庫県民としての連帯感が無い。おしゃれ[2]。
- 和歌山県 - のんびり[2]。
- 岡山県 - せっかち[2]。
- 鳥取県 - おとなしい[2]。
- 島根県 - 優しい[2]。
- 広島県 - あの世へ行けば"すべてチャラ"発想の楽観主義者が多い[13]。熱しやすく冷めやすい[9][13]。新しいことへのチャレンジ精神やフロンティア精神にあふれる[14]。広島独特のルールが横行し、閉鎖的[13]。カープ大好き[2]。
- 山口県 - 長州の小提灯。内閣総理大臣輩出日本一（9人）。おっとり[2]。
- 香川県 - 讃岐のへらこい（抜け目がない）[9]。讃岐の賭け倒れ。のんびり[2]。
- 徳島県 - 商売人[2]。
- 愛媛県 - 伊予の建て倒れ。真面目[2]。
- 高知県 - いごっそう（男性）[2][9]、はちきん（女性）。
- 福岡県 - おおまん（博多・大ざっぱの意）。博多美人（筑前）。筑豊の川筋者。目立ちたがりな筑前、保守的な豊前、粘り強い筑後[15]。優しい[2]。
- 佐賀県 - 佐賀のふうけもん（いひゅうもん）[9]。佐賀人が通ったあとはペンペン草も生えない。のんびり[2]。
- 長崎県 - 横道者（おうどうもん）。和華蘭（わからん）文化。優しい[2]。
- 熊本県 - 肥後の議論倒れ[9]。肥後もっこす(頑固)[2][9]、わさもん(新し物好き)。肥後の中将。
- 大分県 - 赤猫根性（がめつく、利己的で協調性に乏しい）[9]。せっかち[2]。
- 宮崎県 - いもがらぼくと、日向かぼちゃ。日向時間（時間にルーズ）。のんびり[2]。
- 鹿児島県 - ぼっけもん。薩摩隼人。薩摩おごじょ。薩摩飛脚(薩摩に行った飛脚は帰ってこない、それほど閉鎖的という意)。優しい[2]。
- 沖縄県 - ウチナータイム（時間にルーズ）。チャンプルー文化。テーゲー主義。のんびり[2]。

## 留意点
文化人類学者の祖父江孝男は、「個人差の存在を忘れて、県民性を結論付けするとしたら、人種偏見の場合と同じ危険を犯すことになってしまう。しかし現実には、このような結論に飛びつく場合が多いと思う。滋賀県や大阪府の県民性に関するイメージは、近江商人や大阪商人に関する固定観念（ステレオタイプ）から生み出された部分が大きいので、平均的な県民性を考える場合には、よほど慎重にする必要がある。」との指摘を行なっている。
統計学によるデータとは、県民性に関する説明に限らず、数字のままで表現されているうち（～県人の～%は....である）は正確である。だが、それを統計も知らない人に説明するために平易な言葉に置き換えて、「～県人は～の傾向がある」などと表現しはじめた段階から、（統計を知らない）受け手の側の一部に誤解が生じ始める。統計というものの性質を理解せず、「-県人の全員がその性質を持っている」と思い込む人がいるためである。
時間とともに県民の性質が変化し、イメージが実態と乖離してしまうことがある。すなわち、ある段階では実像であったものが、時代の変化と伴に「虚像」になってしまっている。例えば江戸っ子気質というものは、かつては確かにあったが、昭和30年代から40年代にかけて、地方から東京都への著しい人口流入、地価高騰による人々の周辺地域への移動で、東京に代々住み続けている「江戸っ子気質」は殆ど見られなくなった。
人の性質の変化する境界線が、必ずしも現在の県の区切りではなくて、もっと細分化された地域区分であることがあり、現在の県ごとに統計をとると数字でははっきりと現れず、歴史を考慮して地域を限定するとはっきりと現れることがある。例えば、滋賀県という単位で統計をとっても「近江商人」の性質は統計上はっきりとは現れないが、歴史的に近江商人が住んでいた地域に限定して（たとえば彦根市で）統計をとると「堅実」「勤勉、倹約」といったことを重んじる「近江商人」の態度が、全国でも最高ランクで、統計的にはっきりと現れる。
そもそも、百数十年の歴史しか持たない都道府県が、千数百年の歴史を持つ令制国や郡を超越した風土を形成する括りとなるに至ったのかという大前提となる問題がある。前節の通り、「お国柄」を言い換えているに過ぎなかったり、国や郡の他にも多種多様に存在する地域性を無理やり府県という括りに当てはめたものが非常に多い。例えば、兵庫県は旧国で区分すれば摂津・但馬・丹波・播磨・淡路の5国となり（厳密には備前・美作も含まれる）、旧藩で区分すればもっと多くなる。また、筑前・筑後・豊前の3国に分かれている福岡県なども同様である。